# مکس تگمارک
مکس تگمارک (انگلیسی: Max Tegmark؛ زاده ۵ مهٔ ۱۹۶۷) یک دانشمند در زمینه کیهان‌شناسی اهل سوئد-ایالات متحده آمریکا است.